# Оскар (кинопремия, 1967)
39-я церемония вручения наград премии «Оскар» за заслуги в области кинематографа за 1966 год прошла 10 апреля 1967 года в Santa Monica Civic Auditorium (Санта-Моника, округ Лос-Анджелес, Калифорния). Номинанты были объявлены 20 февраля 1967 года.

## Докладчики
- Энн-Маргрет, Омар Шариф — (Лучшая операторская работа)
- Фред Астер, Джинджер Роджерс — (Лучший оригинальный и адаптированный сценарий)
- Кэндис Берген, Роберт Митчем — (Лучший дизайн костюмов)
- Дайан Кэрролл — (Лучшие звуковые эффекты)
- Дин Джонс, Ракель Уэлч — (Лучший звук)
- Джули Кристи — (Лучшая мужская роль)
- Оливия де Хэвилленд — (короткометражные фильмы)
- Айрин Данн — (Награда имени Джина Хершолта)
- Ричард Харрис, Барбара Раш — (документальные фильмы)
- Одри Хепбёрн — (Лучший фильм)
- Чарлтон Хестон — (Почётный «Оскар» для Якимы Канутта)
- Джек Валенти — (Почётный «Оскар» для Я. Фрэнка Фримена)
- Рок Хадсон, Ванесса Редгрейв — (Лучшая работа художника-постановщика)
- Фред Макмюррей — (Лучшие специальные визуальные эффекты)
- Дин Мартин — (Лучшая песня к фильму)
- Ли Марвин — (Лучшая женская роль)
- Мэри Тайлер Мур, Дик Ван Дайк — (награды за Лучшую музыку)
- Патриция Нил — (Лучший фильм на иностранном языке)
- Сидни Пуатье — (Лучшая женская роль второго плана)
- Ли Ремик, Джеймс Стюарт — (Лучший монтаж)
- Розалинд Расселл — (Лучшая режиссура)
- Шелли Уинтерс — (Лучшая мужская роль второго плана)

## Фильмы, получившие несколько номинаций
| Фильм                                                                            | номинации | победы |
| -------------------------------------------------------------------------------- | --------- | ------ |
| • Кто боится Вирджинии Вулф? / Who’s Afraid of Virginia Woolf?                   | 13        | 5      |
| • Человек на все времена / A Man for All Seasons                                 | 8         | 6      |
| • Песчаная галька / The Sand Pebbles                                             | 8         | -      |
| • Гавайи / Hawaii                                                                | 7         | -      |
| • Фантастическое путешествие / Fantastic Voyage                                  | 5         | 2      |
| • Элфи / Alfie                                                                   | 5         | -      |
| • Мужчина и женщина / Un homme et une femme                                      | 4         | 2      |
| • Азарт удачи / The Fortune Cookie                                               | 4         | 1      |
| • Русские идут! Русские идут! / The Russians Are Coming, the Russians Are Coming | 4         | -      |
| • Девушка Джорджи / Georgy Girl                                                  | 4         | -      |
| • Большой приз / Grand Prix                                                      | 3         | 3      |
| • Профессионалы / The Professionals                                              | 3         | -      |
| • Евангелие от Матфея / Il Vangelo secondo Matteo                                | 3         | -      |
| • Гамбит / Gambit                                                                | 3         | -      |
| • Рождённая свободной / Born Free                                                | 2         | 2      |
| • Фотоувеличение / Blowup                                                        | 2         | -      |
| • Морган: Подходящий клинический случай / Morgan: A Suitable Case for Treatment  | 2         | -      |
| • Горит ли Париж? / Paris brûle-t-il?                                            | 2         | -      |
| • Мистер Буддвинг / Mister Buddwing                                              | 2         | -      |
| • Джульетта и ду́хи / Giulietta degli spiriti                                     | 2         | -      |
| • Оскар / The Oscar                                                              | 2         | -      |

## Список лауреатов и номинантов
★ Победители выделены отдельным цветом. 

### Основные категории
| Категории                                                      | Лауреаты и номинанты                                                                       | Лауреаты и номинанты                                                   |
| -------------------------------------------------------------- | ------------------------------------------------------------------------------------------ | ---------------------------------------------------------------------- |
| Лучший фильм                                                   | ★ Человек на все времена (продюсер: Фред Циннеман)                                         | ★ Человек на все времена (продюсер: Фред Циннеман)                     |
| Лучший фильм                                                   | • Элфи (продюсер: Льюис Гилберт)                                                           |                                                                        |
| Лучший фильм                                                   | • Русские идут! Русские идут! (продюсер: Норман Джуисон)                                   |                                                                        |
| Лучший фильм                                                   | • Песчаная галька (продюсер: Роберт Уайз)                                                  |                                                                        |
| Лучший фильм                                                   | • Кто боится Вирджинии Вулф? (продюсер: Эрнест Леман)                                      |                                                                        |
| Лучший режиссёр                                                |                                                                                            | ★ Фред Циннеман за фильм «Человек на все времена»                      |
| Лучший режиссёр                                                | • Микеланджело Антониони — «Фотоувеличение»                                                |                                                                        |
| Лучший режиссёр                                                | • Клод Лелуш — «Мужчина и женщина»                                                         |                                                                        |
| Лучший режиссёр                                                | • Ричард Брукс — «Профессионалы»                                                           |                                                                        |
| Лучший режиссёр                                                | • Майк Николс — «Кто боится Вирджинии Вулф?»                                               |                                                                        |
| Лучший актёр                                                   |                                                                                            | ★ Пол Скофилд — «Человек на все времена» (за роль сэра Томаса Мора)    |
| Лучший актёр                                                   | • Алан Аркин — «Русские идут! Русские идут!» (за роль лейтенанта Розанова)                 |                                                                        |
| Лучший актёр                                                   | • Ричард Бёртон — «Кто боится Вирджинии Вулф?» (за роль Джорджа)                           |                                                                        |
| Лучший актёр                                                   | • Майкл Кейн — «Элфи» (за роль Элфи Элкинса)                                               |                                                                        |
| Лучший актёр                                                   | • Стив Маккуин — «Песчаная галька» (за роль Джейка Холмана)                                |                                                                        |
| Лучшая актриса                                                 |                                                                                            | ★ Элизабет Тейлор — «Кто боится Вирджинии Вулф?» (за роль Марты)       |
| Лучшая актриса                                                 | • Анук Эме — «Мужчина и женщина» (за роль Анны Готье)                                      |                                                                        |
| Лучшая актриса                                                 | • Ида Каминска — «Магазин на площади» (за роль Розалии Лаутманновой)                       |                                                                        |
| Лучшая актриса                                                 | • Линн Редгрейв — «Девушка Джорджи» (за роль Джорджи Паркин)                               |                                                                        |
| Лучшая актриса                                                 | • Ванесса Редгрейв — «Морган: Подходящий клинический случай» (за роль Леони Делт)          |                                                                        |
| Лучший актёр второго плана                                     |                                                                                            | ★ Уолтер Маттау — «Азарт удачи» (за роль Уилли Гингрича)               |
| Лучший актёр второго плана                                     | • Мако — «Песчаная галька» (за роль По-Хана)                                               |                                                                        |
| Лучший актёр второго плана                                     | • Джеймс Мэйсон — «Девушка Джорджи» (за роль Джеймса Лимингтона)                           |                                                                        |
| Лучший актёр второго плана                                     | • Джордж Сигал — «Кто боится Вирджинии Вулф?» (за роль Ника)                               |                                                                        |
| Лучший актёр второго плана                                     | • Роберт Шоу — «Человек на все времена» (за роль короля Англии Генриха VIII)               |                                                                        |
| Лучшая актриса второго плана                                   |                                                                                            | ★ Сэнди Деннис — «Кто боится Вирджинии Вулф?» (за роль Хани)           |
| Лучшая актриса второго плана                                   | • Уэнди Хиллер — «Человек на все времена» (за роль Элис Мор)                               |                                                                        |
| Лучшая актриса второго плана                                   | • Жоселин Лагард — «Гавайи» (за роль королевы Маламы)                                      |                                                                        |
| Лучшая актриса второго плана                                   | • Вивьен Мерчант — «Элфи» (за роль Лили)                                                   |                                                                        |
| Лучшая актриса второго плана                                   | • Джеральдин Пейдж — «Ты теперь большой мальчик» (за роль Марджери Шантиклер)              |                                                                        |
| Лучший сценарий, созданный непосредственно для экранизации     |                                                                                            | ★ Клод Лелуш и Пьер Юйттерхувен — «Мужчина и женщина»                  |
| Лучший сценарий, созданный непосредственно для экранизации     | • Микеланджело Антониони, Тонино Гуэрра и Эдвард Бонд — «Фотоувеличение»                   |                                                                        |
| Лучший сценарий, созданный непосредственно для экранизации     | • Билли Уайлдер и И. А. Л. Даймонд — «Азарт удачи»                                         |                                                                        |
| Лучший сценарий, созданный непосредственно для экранизации     | • Роберт Ардри — «Хартум»                                                                  |                                                                        |
| Лучший сценарий, созданный непосредственно для экранизации     | • Клинт Джонстон и Дон Питерс — «Голая добыча»                                             |                                                                        |
| Лучший адаптированный сценарий                                 | ★ Роберт Болт — «Человек на все времена» (по одноимённой пьесе автора)                     | ★ Роберт Болт — «Человек на все времена» (по одноимённой пьесе автора) |
| Лучший адаптированный сценарий                                 | • Билл Нафтон — «Элфи» (по одноимённой пьесе автора)                                       |                                                                        |
| Лучший адаптированный сценарий                                 | • Ричард Брукс — «Профессионалы» (по роману Фрэнка О’Рурка «A Mule for the Marquesa»)      |                                                                        |
| Лучший адаптированный сценарий                                 | • Уильям Роуз — «Русские идут! Русские идут!» (по роману Натаниеля Бенчли «Off-Islanders») |                                                                        |
| Лучший адаптированный сценарий                                 | • Эрнест Леман — «Кто боится Вирджинии Вулф?» (по одноимённой пьесе Эдварда Олби)          |                                                                        |
| Лучший фильм на иностранном языке Награду вручала Патриция Нил | ★ Мужчина и женщина / Un homme et une femme (Франция) реж. Клод Лелуш                      | ★ Мужчина и женщина / Un homme et une femme (Франция) реж. Клод Лелуш  |
| Лучший фильм на иностранном языке Награду вручала Патриция Нил | • Битва за Алжир / La battaglia di Algeri (Италия) реж. Джилло Понтекорво                  |                                                                        |
| Лучший фильм на иностранном языке Награду вручала Патриция Нил | • Любовные похождения блондинки / Lásky jedné plavovlásky (Чехословакия) реж. Милош Форман |                                                                        |
| Лучший фильм на иностранном языке Награду вручала Патриция Нил | • Фараон / Faraon (Польша) реж. Ежи Кавалерович                                            |                                                                        |
| Лучший фильм на иностранном языке Награду вручала Патриция Нил | • Папоротник и огонь / Три (Югославия) реж. Александр Пе́трович                             |                                                                        |

### Другие категории
| Категории                                      | Лауреаты и номинанты | Лауреаты и номинанты |
| ---------------------------------------------- | --- | --- |
| Лучшая музыка: Оригинальный саундтрек          | Джон Барри | ★ Джон Барри — «Рождённая свободной»                                                                                               |
| Лучшая музыка: Оригинальный саундтрек          | Джон Барри | • Тосиро Маюдзуми — «Библия» |
| Лучшая музыка: Оригинальный саундтрек          | Джон Барри | • Элмер Бернстайн — «Гавайи» |
| Лучшая музыка: Оригинальный саундтрек          | Джон Барри | • Джерри Голдсмит — «Песчаная галька»                                                                                              |
| Лучшая музыка: Оригинальный саундтрек          | Джон Барри | • Алекс Норт — «Кто боится Вирджинии Вулф?»                                                                                        |
| Лучшая музыка: Запись адаптированной партитуры | ★ Кен Торн — «Забавная история, случившаяся по дороге на форум»                                                                    | ★ Кен Торн — «Забавная история, случившаяся по дороге на форум»                                                                    |
| Лучшая музыка: Запись адаптированной партитуры | • Луис Бакалов — «Евангелие от Матфея»                                                                                             | |
| Лучшая музыка: Запись адаптированной партитуры | • Элмер Бернстайн — «Возвращение великолепной семёрки»                                                                             | |
| Лучшая музыка: Запись адаптированной партитуры | • Гарри Сукман — «Поющая монахиня»                                                                                                 | |
| Лучшая музыка: Запись адаптированной партитуры | • Эл Хэм — «Остановите Землю — я сойду»                                                                                            | |
| Лучшая песня к фильму                          | ★ Born Free — «Рождённая свободной» — музыка: Джон Барри, слова: Дон Блэк                                                          | ★ Born Free — «Рождённая свободной» — музыка: Джон Барри, слова: Дон Блэк                                                          |
| Лучшая песня к фильму                          | • Alfie — «Элфи» — музыка: Бёрт Бакарак, слова: Хэл Дэвид                                                                          | |
| Лучшая песня к фильму                          | • Georgy Girl — «Девушка Джорджи» — музыка: Том Спрингфилд, слова: Джим Дэйл                                                       | |
| Лучшая песня к фильму                          | • My Wishing Doll — «Гавайи» — музыка: Элмер Бернстайн, слова: Мак Дэвид                                                           | |
| Лучшая песня к фильму                          | • A Time for Love — «Американская мечта» — музыка: Джонни Мэндел, слова: Пол Фрэнсис Уэбстер                                       | |
| Лучший монтаж                                  | ★ Фредрик Стайнкамп, Генри Берман, Стью Линдер и Фрэнк Сантильо — «Гран при»                                                       | ★ Фредрик Стайнкамп, Генри Берман, Стью Линдер и Фрэнк Сантильо — «Гран при»                                                       |
| Лучший монтаж                                  | • Уильям Б. Мерфи — «Фантастическое путешествие»                                                                                   | |
| Лучший монтаж                                  | • Хэл Эшби и Дж. Терри Уильямс — «Русские идут! Русские идут!»                                                                     | |
| Лучший монтаж                                  | • Уильям Рейнольдс — «Песчаная галька»                                                                                             | |
| Лучший монтаж                                  | • Сэм О’Стин — «Кто боится Вирджинии Вулф?»                                                                                        | |
| Лучшая операторская работа (Чёрно-белый фильм) | ★ Хаскелл Уэкслер — «Кто боится Вирджинии Вулф?»                                                                                   | ★ Хаскелл Уэкслер — «Кто боится Вирджинии Вулф?»                                                                                   |
| Лучшая операторская работа (Чёрно-белый фильм) | • Джозеф Лашелл — «Азарт удачи» | |
| Лучшая операторская работа (Чёрно-белый фильм) | • Кеннет Хиггинс — «Девушка Джорджи»                                                                                               | |
| Лучшая операторская работа (Чёрно-белый фильм) | • Марсель Гриньон — «Горит ли Париж?»                                                                                              | |
| Лучшая операторская работа (Чёрно-белый фильм) | • Джеймс Вонг Хоу — «Вторые» | |
| Лучшая операторская работа (Цветной фильм)     | ★ Тед Мур — «Человек на все времена»                                                                                               | ★ Тед Мур — «Человек на все времена»                                                                                               |
| Лучшая операторская работа (Цветной фильм)     | • Эрнест Ласло — «Фантастическое путешествие»                                                                                      | |
| Лучшая операторская работа (Цветной фильм)     | • Расселл Хэрлан — «Гавайи» | |
| Лучшая операторская работа (Цветной фильм)     | • Конрад Л. Холл — «Профессионалы»                                                                                                 | |
| Лучшая операторская работа (Цветной фильм)     | • Джозеф МакДональд — «Песчаная галька»                                                                                            | |
| Лучшая работа художника (Чёрно-белый фильм)    | ★ Ричард Силберт (постановщик), Джордж Джеймс Хопкинс (декоратор) — «Кто боится Вирджинии Вулф?»                                   | ★ Ричард Силберт (постановщик), Джордж Джеймс Хопкинс (декоратор) — «Кто боится Вирджинии Вулф?»                                   |
| Лучшая работа художника (Чёрно-белый фильм)    | • Роберт Лутхардт (постановщик), Эдвард Дж. Бойл (декоратор) — «Азарт удачи»                                                       | |
| Лучшая работа художника (Чёрно-белый фильм)    | • Луиджи Скаччаноче — «Евангелие от Матфея»                                                                                        | |
| Лучшая работа художника (Чёрно-белый фильм)    | • Уилли Холт (постановщик), Марк Фредерикс, Пьер Гюффруа (декораторы) — «Горит ли Париж?»                                          | |
| Лучшая работа художника (Чёрно-белый фильм)    | • Джордж У. Дэвис, Пол Грессе (постановщики), Генри Грэйс, Хью Хант (декораторы) — «Мистер Буддвинг»                               | |
| Лучшая работа художника (Цветной фильм)        | ★ Джек Мартин Смит, Дэйл Хеннеси (постановщики), Уолтер М. Скотт, Стюарт А. Рейсс (декораторы) — «Фантастическое путешествие»      | ★ Джек Мартин Смит, Дэйл Хеннеси (постановщики), Уолтер М. Скотт, Стюарт А. Рейсс (декораторы) — «Фантастическое путешествие»      |
| Лучшая работа художника (Цветной фильм)        | • Александр Голицын, Джордж Уэбб (постановщики), Джон МакКарти мл., Джон П. Остин (декораторы) — «Гамбит»                          | |
| Лучшая работа художника (Цветной фильм)        | • Пьеро Герарди — «Джульетта и духи»                                                                                               | |
| Лучшая работа художника (Цветной фильм)        | • Хэл Перейра, Артур Лонерган (постановщики), Роберт Р. Бентон, Джеймс У. Пэйн (декораторы) — «Оскар»                              | |
| Лучшая работа художника (Цветной фильм)        | • Борис Левен (постановщик), Уолтер М. Скотт, Джон Стюртевант, Уильям Кирнан (декораторы) — «Песчаная галька»                      | |
| Лучший дизайн костюмов (Чёрно-белый фильм)     | ★ Ирен Шарафф — «Кто боится Вирджинии Вулф?»                                                                                       | ★ Ирен Шарафф — «Кто боится Вирджинии Вулф?»                                                                                       |
| Лучший дизайн костюмов (Чёрно-белый фильм)     | • Данило Донати — «Евангелие от Матфея»                                                                                            | |
| Лучший дизайн костюмов (Чёрно-белый фильм)     | • Данило Донати — «Мандрагора» | |
| Лучший дизайн костюмов (Чёрно-белый фильм)     | • Хелен Роуз — «Мистер Буддвинг»                                                                                                   | |
| Лучший дизайн костюмов (Чёрно-белый фильм)     | • Жослин Рикардс — «Морган: Подходящий клинический случай»                                                                         | |
| Лучший дизайн костюмов (Цветной фильм)         | ★ Элизабет Хэффенден, Джоан Бридж — «Человек на все времена»                                                                       | ★ Элизабет Хэффенден, Джоан Бридж — «Человек на все времена»                                                                       |
| Лучший дизайн костюмов (Цветной фильм)         | • Жан Луи — «Гамбит» | |
| Лучший дизайн костюмов (Цветной фильм)         | • Дороти Джикинс — «Гавайи» | |
| Лучший дизайн костюмов (Цветной фильм)         | • Пьеро Герарди — «Джульетта и духи»                                                                                               | |
| Лучший дизайн костюмов (Цветной фильм)         | • Эдит Хэд — «Оскар» | |
| Лучший звук                                    | ★ Франклин Милтон (звуковой отдел студии Metro-Goldwyn-Mayer) — «Большой приз»                                                     | ★ Франклин Милтон (звуковой отдел студии Metro-Goldwyn-Mayer) — «Большой приз»                                                     |
| Лучший звук                                    | • Уолдон О. Уотсон (Universal City Studio Sound Department) — «Гамбит»                                                             | |
| Лучший звук                                    | • Гордон Сойер (Samuel Goldwyn Studio Sound Department) — «Гавайи»                                                                 | |
| Лучший звук                                    | • Джеймс П. Коркоран (20th Century-Fox Studio Sound Department) — «Песчаная галька»                                                | |
| Лучший звук                                    | • Джордж Р. Гровс (Warner Bros. Studio Sound Department) — «Кто боится Вирджинии Вулф?»                                            | |
| Лучшие звуковые эффекты                        | ★ Гордон Дэниэл — «Большой приз»                                                                                                   | ★ Гордон Дэниэл — «Большой приз»                                                                                                   |
| Лучшие звуковые эффекты                        | • Уолтер Росси — «Фантастическое путешествие»                                                                                      | |
| Лучшие специальные визуальные эффекты          | • Арт Круйкшанк — «Фантастическое путешествие»                                                                                     | • Арт Круйкшанк — «Фантастическое путешествие»                                                                                     |
| Лучшие специальные визуальные эффекты          | • Линвуд Дж. Данн — «Гавайи» | |
| Лучший документальный полнометражный фильм     | ★ Военная игра / The War Game (продюсер: Питер Уоткинс)                                                                            | ★ Военная игра / The War Game (продюсер: Питер Уоткинс)                                                                            |
| Лучший документальный полнометражный фильм     | • Лицо гения / The Face of a Genius (продюсер: Альфред Р. Келман)                                                                  | |
| Лучший документальный полнометражный фильм     | • Вертолёты Канады / Helicopter Canada (продюсеры: Питер Джонс и Том Дэйли)                                                        | |
| Лучший документальный полнометражный фильм     | • Le Volcan interdit / Le volcan interdit (продюсер: Гарун Тазиев)                                                                 | |
| Лучший документальный полнометражный фильм     | • The Really Big Family / The Really Big Family (продюсер: Александр Грассхофф)                                                    | |
| Лучший документальный короткометражный фильм   | ★ За год до завтрашнего дня / A Year Toward Tomorrow (продюсер: Эдмонд Леви)                                                       | ★ За год до завтрашнего дня / A Year Toward Tomorrow (продюсер: Эдмонд Леви)                                                       |
| Лучший документальный короткометражный фильм   | • / Adolescence (продюсеры: Марин Кармиц и Vladimir Forgency)                                                                      | |
| Лучший документальный короткометражный фильм   | • Ковбой / Cowboy (продюсеры: Майкл Анеманн и Гари Шлоссер)                                                                        | |
| Лучший документальный короткометражный фильм   | • The Odds Against / The Odds Against (продюсеры: Ли Р. Бобкер и Helen Kristt Radin)                                               | |
| Лучший документальный короткометражный фильм   | • / Részletek J.S. Bach Máté passiójából (Mafilm Studio)                                                                           | |
| Лучший игровой короткометражный фильм          | ★ Дикие крылья / Wild Wings (продюсер: Эдгар Энсти)                                                                                | ★ Дикие крылья / Wild Wings (продюсер: Эдгар Энсти)                                                                                |
| Лучший игровой короткометражный фильм          | • / Turkey the Bridge (продюсер: Дерек Уильямс)                                                                                    | |
| Лучший игровой короткометражный фильм          | • / The Winning Strain (продюсер: Лесли Виник)                                                                                     | |
| Лучшая короткометражка (мультипликация)        | ★ Херб Элперт и тихуанская игра на духовых / A Herb Alpert & the Tijuana Brass Double Feature (продюсеры: Джон Хабли и Фэйт Хабли) | ★ Херб Элперт и тихуанская игра на духовых / A Herb Alpert & the Tijuana Brass Double Feature (продюсеры: Джон Хабли и Фэйт Хабли) |
| Лучшая короткометражка (мультипликация)        | • / The Drag (продюсеры: Вульф Кениг и Роберт Верралл)                                                                             | |
| Лучшая короткометражка (мультипликация)        | • Чертежи пантеры / The Pink Blueprint (продюсеры: Дэвид Х. ДеПати и Фриз Фрилинг)                                                 | |

### Специальные награды
| Категории                                                       | Лауреаты | Лауреаты |
| --------------------------------------------------------------- | --- | --- |
| Премия за выдающиеся заслуги в кинематографе (Почётный «Оскар») | ★ Янг Фрэнк Фримен — За необычные и выдающиеся заслуги перед Академией за тридцать лет работы в Голливуде. (for unusual and outstanding service to the Academy during his thirty years in Hollywood.)                                                | ★ Янг Фрэнк Фримен — За необычные и выдающиеся заслуги перед Академией за тридцать лет работы в Голливуде. (for unusual and outstanding service to the Academy during his thirty years in Hollywood.) |
| Премия за выдающиеся заслуги в кинематографе (Почётный «Оскар») | ★ Якима Канутт — Выдающемуся каскадёру, за достижения и за разработку безопасной техники и технологии кинотрюков для своих коллег во всём мире. (for achievements as a stunt man and for developing safety devices to protect stunt men everywhere.) | |
| Награда имени Ирвинга Тальберга                                 | ★ Роберт Уайз | Роберт Уайз |
| Награда имени Джина Хершолта                                    | ★ Джордж Багнолл (англ. George Bagnall) | ★ Джордж Багнолл (англ. George Bagnall) |

## Научно-технические награды
| Категории | Лауреаты | Лауреаты |
| --------- | --- | -------- |
| Class I   | Не присуждалась |          |
| Class II  | • Mitchell Camera Corp. — за дизайн и разработку 35-мм портативной зеркальной кинокамеры Mitchell Mark II.(for the design and development of the Mitchell Mark II 35mm Portable Motion Picture Reflex Camera). |          |
| Class II  | • Arnold & Richter KG — за дизайн и разработку 35-мм портативной зеркальной кинокамеры Arriflex. |          |
| Class III | • Panavision, Inc. — за разработку инвертора мощности Panatron и его применение в работе кинокамеры. |          |
| Class III | • Кэрролл Надсон — за создание Руководства для композиторов по музыкальной синхронизации фильмов(for the production of a Composers Manual for Motion Picture Music Synchronization).                           |          |
| Class III | • Руби Раскин — за создание Руководства для композиторов по музыкальной синхронизации фильмов.(for the production of a Composers Manual for Motion Picture Music Synchronization).                             |          |